# Kisite-Mpunguti Marine Nationalpark
04°42′50″S 39°21′44″Ø / 4.71389°S 39.36222°Ø
Kisite-Mpunguti Marine Nationalpark er en nationalpark i Kenya der blev oprettet i 1978. Nationalparken ligger i det Indiske ocean ved Kwale distriktets kyst i Kystprovinsen, tæt ved grænsen til Tanzania. Den nås lettest fra byen Shimoni på fastlandet.
Parken består af to områder: en 11 km² stor del med nationalparkstatus ved øen Kisite, og indenfor det et 29 km² stort naturreservat omkring Mpungutiøerne. Hele området er rigt på koralrev, som er hjemsted for over 250 fiskearter. Området administreres og overvåges af Kenya Wildlife Services.

## Eksterne kilder og henvisninger
- Kenya Wildlife Service om nationalparken. Arkiveret 22. februar 2010 hos  Wayback Machine